# Juice (álbum)
Juice es el sexto álbum de estudio y el tercer álbum en solitario del cantante de country-rock estadounidense Juice Newton. El álbum fue lanzado en febrero de 1981 y fue su primer gran éxito internacional.

## Hits
El álbum incluye dos éxitos # 1, "Angel of the Morning" y " The Sweetest Thing (I Ever Known)". También contiene "Queen of Hearts", el sencillo más vendido de la carrera de Juice Newton, que alcanzó el puesto número 2 en las listas de Billboard Hot 100 y Adult Contemporary ("Endless Love" de Diana Ross y Lionel Richie impidió la canción de llegar al puesto número 1). Queen of Hearts fue un video musical popular durante el verano del debut de MTV. Newton continuaría teniendo más canciones y álbumes de éxito, pero este sigue siendo el álbum por el que es más conocida.
En 1984, se lanzó una cuarta pista de Juice, titulada "Ride 'Em Cowboy", en apoyo del primer álbum de Newton "Greatest Hits". El sencillo alcanzó el puesto 32 en las listas de países de Billboard de EE. UU.

## Premios
Juice le valió a Juice Newton dos nominaciones a los premios Grammy como "Mejor vocalista femenina" (en las categorías de pop y country, respectivamente), ninguna de las cuales ganó. Pero ganó su primer Grammy por su siguiente álbum, Quiet Lies.

## Listado de pistas
| Cara A |                        |                          |          |  |
| N.º    | Título                 | Escritor(es)             | Duración |  |
| 1.     | «Angel of the Morning» | Chip Taylor              | 4:15     |  |
| 2.     | «Shot Full of Love»    | Bob McDill               | 3:22     |  |
| 3.     | «Ride 'Em Cowboy»      | Paul Davis               | 3:30     |  |
| 4.     | «Queen of Hearts»      | Hank DeVito              | 3:26     |  |
| 5.     | «River of Love»        | Juice Newton, Otha Young | 2:53     |  |

| Cara B |                                        |                                |          |  |
| N.º    | Título                                 | Escritor(es)                   | Duración |  |
| 1.     | «All I Have to Do Is Dream»            | Felice and Boudleaux Bryant    | 3:10     |  |
| 2.     | «Headin' for a Heartache»              | Byron Hill, J. Remington Wilde | 2:46     |  |
| 3.     | «Country Comfort»                      | Elton John, Bernie Taupin      | 4:17     |  |
| 4.     | «Texas Heartache»                      | Keith Stegall, Chris Waters    | 2:59     |  |
| 5.     | «The Sweetest Thing (I've Ever Known)» | Young                          | 4:04     |  |

## Créditos y personal
- Juice Newton: guitarra acústica, voz principal, coros.
- Chuck Martin, George Doering, Mitch Holder, Otha Young y Tim May: guitarra eléctrica
- Billy Joe Walker Jr., Dennis Budimir y Fred Tackett: guitarra acústica
- Dan Dugmore, Doug Livingston y Jay Dee Maness: pedal steel guitar
- Philip Aaberg: teclados
- Neil Stubenhaus y Scott Chambers: bajo.
- Rick Shlosser: batería
- Steve Forman: percusión
- Brad Felton: banjo
- Andrew Gold, Brock Walsh, Harry Stinson, Jim Haas, Jon Joyce, Kenny Edwards, Lewis Morford y Stan Farber: coros.

## Producción
- Producida por Richard Landis
- Productor asociado: Otha Young
- Diseñado por Joe Chiccarelli
- Ingenieros asistentes: David Cole, Hugh Davies, Mitch Gibson, Karen Siegel
- Mezcla: Michael Verdick
- Masterización: Wally Traugott